# 頂點著色引擎
頂點著色引擎（Vertex Shader），是一種增加3D特效的影像處理單元，頂點著色引擎具有可程式化特性，允許開發人員利用新式指令來調整特效，每一個頂點（Vertex）被資料結構定義，基本有x、y、z坐標，每一點頂點還可能有顏色、最初的徑路、材質、光線特徵等。
GeForce4 Ti配備了兩個頂點著色引擎，比舊有的GeForce3多了一個。XBOX中的顯核亦使用了頂點著色引擎。

## 程式化
Vertex shaders 可以用下列語言程式化： 組合語言, Cg, GLSL, HLSL.

## 外部連結
- Toymaker - Vertex Shaders （页面存档备份，存于）. Three vertex shader example codes
- GameDev - Terrain Geomorphing in the Vertex Shader